# Ministerie van Asiel en Migratie
Het ministerie van Asiel en Migratie (A&M) is een Nederlands ministerie. Het ministerie is verantwoordelijk voor het asiel- en migratiebeleid.
Het ministerie werd ingesteld op 2 juli 2024 bij het aantreden van het kabinet-Schoof. Bij de kabinetsformatie was afgesproken een strengere koers te varen op het gebied van migratie en de Partij voor de Vrijheid (PVV) wilde daarvoor graag een apart departement instellen.
Gidi Markuszower was in eerste instantie de beoogde minister, maar na een screening door de AIVD, waaruit bleek dat er "negatieve bevindingen" waren, werd hij teruggetrokken als kandidaat. Uiteindelijk werd Marjolein Faber (PVV) benoemd als minister van Asiel en Migratie. Na de val van het kabinet-Schoof op 3 juni 2025 is het Ministerie van Asiel en Migratie opgeknipt. De minister van Asiel en Migratie is David van Weel. Verder zijn er verschillende beleidsterreinen toegevoegd aan departementen. De minister van Sociale Zaken en Werkgelegenheid is verantwoordelijk voor migratie, de minister van Volkshuisvesting en Ruimtelijke Ordening is belast met asiel waaronder de huisvesting van asielzoekers. 

## Taken
Het ministerie van Asiel en Migratie is verantwoordelijk voor het Nederlandse asielbeleid. De minister heeft de volgende taken:
- Vreemdelingenzaken, Asiel
- IND, COA, DT&V
- Artikel 1F Vluchtelingenverdrag
- Grensbewaking
- Internationaal migratiebeleid
- EU migratiepact

Algemene Zaken (AZ) · 
Asiel en Migratie (A&M) · 
Binnenlandse Zaken en Koninkrijksrelaties (BZK) · 
Buitenlandse Zaken (BZ) ·
Defensie (Def) · 
Economische Zaken (EZ) · 
Financiën (Fin) · 
Infrastructuur en Waterstaat (I&W) · 
Justitie en Veiligheid (J&V) · 
Klimaat en Groene Groei (KGG) · 
Landbouw, Visserij, Voedselzekerheid en Natuur (LVVN) ·
Onderwijs, Cultuur en Wetenschap (OCW) · 
Sociale Zaken en Werkgelegenheid (SZW) · 
Volksgezondheid, Welzijn en Sport (VWS) · 
Volkshuisvesting en Ruimtelijke Ordening (VRO)

Voormalige ministeries:
Algemene Oorlogvoering van het Koninkrijk (AOK) ·
Arbeid, Handel en Nijverheid ·
 Binnenlandse Zaken en Landbouw ·
Cultuur, Recreatie en Maatschappelijk Werk (CRM) ·
Economische Zaken en Arbeid ·
Economische Zaken, Landbouw en Innovatie (EL&I) · 
Eredienst ·
Handel en Nijverheid ·
Handel, Nijverheid en Landbouw ·
Handel, Nijverheid en Scheepvaart ·
Infrastructuur en Milieu ·
Justitie (Just) ·
Koloniën, later Overzeese Gebiedsdelen ·
Landbouw, Natuurbeheer en Visserij ·
Landbouw, Nijverheid en Handel ·
Landbouw en Visserij ·
Landbouw, Visserij en Voedselvoorziening ·
Maatschappelijk Werk ·
Marine ·
Oorlog ·
Onderwijs en Wetenschappen ·
 Onderwijs, Kunsten en Wetenschappen ·
Openbare Werken ·
Openbare Werken en Wederopbouw ·
Sociale Zaken en Volksgezondheid ·
Verkeer ·
Verkeer en Energie ·
Verkeer en Waterstaat (V&W) · 
Volksgezondheid en Milieuhygiëne ·
Volkshuisvesting en Bouwnijverheid ·
Volkshuisvesting, Ruimtelijke Ordening en Milieubeheer (VROM) ·
Waterstaat ·
Waterstaat, Handel en Nijverheid ·
Wederopbouw en Volkshuisvesting ·
Welzijn, Volksgezondheid en Cultuur (WVC)